# Dorothea Wieck
Pour les articles homonymes, voir Wieck.
Dorothea Wieck est une actrice allemande de théâtre et de cinéma née le 3 janvier 1908 à Davos (Suisse) et morte le 19 février 1986 à Berlin.

## Biographie
Dorothea Wieck fait ses débuts au cinéma en 1926 dans Die kleine Inge und ihre drei Väter et joue ensuite dans différents films muets. Tout au long de sa carrière, elle participe ainsi à environ 50 films.
Après la Seconde Guerre mondiale, Dorothea Wieck joue surtout au théâtre mais fait également quelques apparitions à la télévision.

## Filmographie partielle
- 1931 : Jeunes filles en uniforme de Leontine Sagan
- 1932 : La Comtesse Maritza (Gräfin Mariza) de Richard Oswald
- 1934 : Rapt d'enfant (Miss Fane's Baby Is Stolen) d'Alexander Hall
- 1935 : The Student of Prague d’Arthur Robison
- 1937 : Die gelbe Flagge de Gerhard Lamprecht
- 1941 : Head up, John! de Viktor de Kowa
- 1942 : Andreas Schlueter de Herbert Maisch
- 1944 : The Green Room de Boleslaw Barlog
- 1951 : Das seltsame Leben des Herrn Bruggs (de) (The strange life of the Lord Brugg) d'Erich Engel
- 1952 : Le Cœur du monde (Herz der Welt)
- 1953 : Le Cirque en révolte (Man on a Tightrope) d’Elia Kazan
- 1955 : Das Forsthaus in Tirol d’Hermann Kugelstadt
- 1956 : Anastasia, la dernière fille du tsar de Falk Harnack
- 1959 : Grand Hôtel de Gottfried Reinhardt
- 1960 : Le Joueur d'échecs de Gerd Oswald